# Печера Алтайських спелеологів
Печера Алтайських спелеологів (рос. Алтайских спелеологов) — печера на Алтаї, Алтайський край, Росія.  Загальна протяжність — 500 м. Глибина печери — 206 м, амплітуда висот — 206 м; загальна площа — N/A м²; об'єм — N/A м³.  Печера відноситься до Західноалтайської області Алтайської провінції Алтай-Саянської спелеологічної країни. Кадастровий номер 5145/8533-1.